# Miguel Ruiz
Miguel Ángel Ruiz (Mendoza, 10 gennaio 1975) è un ex rugbista a 15 argentino.

## Biografia
Cresciuto nel Teqüe Rugby Club di Mendoza, Ruiz ha militato in Nuova Zelanda nel Tauranga e ha avuto esperienze in Italia nel Parma, che dovette lasciare quasi subito per tornare in Argentina a operarsi per un tumore al cervello e, dopo un breve periodo di nuovo in patria, in Francia al Bourgoin-Jallieu, con il quale disputò anche l'European Challenge Cup.
In Nazionale argentina vanta 25 presenze (l'ultima nel 2002); l'esordio risale al 1997, durante un tour, contro la Nuova Zelanda; ad esse si aggiungono la vittoria in due campionati Sudamericani (1997 e 2002) e la convocazione alla Coppa del Mondo di rugby 1999, nel corso della quale Ruiz scese in campo in tre incontri.
Dopo il ritiro avvenuto nel 2008 alterna alla sua attività d'ufficio quella, dilettantistica, di giocatore di rugby estremo, disciplina che si pratica in condizioni ambientali sfavorevoli come, ad esempio, la neve.

## Palmarès
- Campionati sudamericani: 2
Argentina: 1997, 2002